# Herne Bay United
L'Herne Bay United è un club inglese di hockey su pista avente sede a Herne Bay. 
Nella sua storia ha vinto 16 campionati nazionali, 12 National Cup e 2 Coppe delle Nazioni.

## Palmarès

### Competizioni nazionali
28 trofei
- Campionato inglese: 16

1992-1993, 1993-1994, 1994-1995, 1995-1996, 1996-1997, 1997-1998, 1999-2000, 2000-2001, 2001-2002, 2002-2003
2003-2004, 2005-2006, 2006-2007, 2007-2008, 2008-2009, 2009-2010
- National Cup: 12

1935, 1937, 1973, 1996, 2000, 2001, 2002, 2003, 2007, 2008
2009, 2011

### Competizioni internazionali
2 trofei
- Coppa delle Nazioni: 2

1932, 1938